# مارجورى براون
مارجورى براون (بالإنجليزية: Marjorie Browne)‏ هي ممثلة بريطانية (وحملت سابقاً جنسية المملكة المتحدة لبريطانيا العظمى وأيرلندا)، ولدت في 1910 في المملكة المتحدة، وتوفيت في 1990.

## وصلات خارجية
- مارجورى براون على موقع IMDb (الإنجليزية)